# Caterina Bresciani
Caterina (anche Catterina) Angela Mazzoni coniugata Bresciani e quindi Lapy (Firenze, 16 novembre 1722 – Brescia, 1º luglio 1780) è stata un'attrice teatrale italiana.
Interprete di grande passionalità, è ricordata soprattutto come applaudita protagonista di una sessantina tra commedie e tragicommedie del commediografo veneziano Carlo Goldoni, tra cui quelle centrate sul personaggio di Ircana, scritte appositamente per lei: La sposa persiana (1753), Ircana in Julfa (1755) e Ircana in Ispaan (1756). Con queste interpretazioni riscosse talmente tanto successo che finì per essere ricordata solo con il nome di Ircana famosa.

## Biografia
Figlia primogenita di Giuseppe Mazzoni e Maria Rosa Sersoli, lasciò Firenze nel 1745, all'età di ventitré anni, per unirsi in matrimonio con Natale Bresciani, un suonatore di violino dalla salute cagionevole.
Si conosce ben poco degli esordi sul palcoscenico. Il 13 gennaio 1753 l'attrice firmò il primo contratto con Vendramin, per il Teatro San Luca di Venezia, come seconda donna assoluta e a condizioni economiche molto vantaggiose, per cui si può presumere che all'epoca fosse già ben conosciuta.
Al debutto nel Teatro San Luca, trionfò con il personaggio di Ircana ne La sposa persiana, tragicommedia che tenne cartellone per gran parte della stagione autunnale del 1753. Il successo presso il pubblico veneziano fu confermato negli anni successivi da altre tre pièces costruite sull'esclusiva misura di Caterina Bresciani: La dalmatina (1758), Artemisia (1759) e La scozzese (1761).
Alla morte del marito, presumibilmente nel 1766, si unì ad Angelo Lapy, anche lui suonatore di violino nel Teatro San Luca di Venezia (il cui capocomico nel frattempo era diventato il suocero Giuseppe Lapy).
Dopo una carriera costellata di successi, si spense nel 1780 a Brescia all'età di 58 anni. Appare probabile l'ipotesi romantica che l'attrice sia morta sul palco, durante una rappresentazione: a Brescia in quel periodo era attiva presso il Teatro Grande l'ex compagnia del Teatro San Luca di Venezia, le spoglie mortali dell'attrice furono accolte nell'attigua Chiesa di Sant'Alessandro e i registri parrocchiali evidenziano che l'evento luttuoso era inaspettato.

## Caterina Bresciani e Carlo Goldoni
Caterina Bresciani risulta essere l'unica attrice che si sia rapportata al poeta di compagnia in qualità di portavoce della troupe e che abbia avuto con lui rapporti epistolari. A lei Goldoni riservò sempre un'intonazione singolarmente riguardosa, non aliena addirittura da una certa sfumatura di soggezione.
Dal 1753 e per oltre un decennio, Goldoni elaborò le sue drammaturgie soprattutto con riguardo al profilo della sua attrice-musa e, accanto ai personaggi femminili senza tempo attinti dalla vita popolare veneziana, Goldoni continuò a rendere sempre più perfetto, attraverso l'arte scenica di Caterina, il modello emergente nella cultura europea di una protagonista borghese colta e votata al dramma, dominatrice e al contempo insicura fino alla nevrosi, non gratificata quasi mai da un lieto fine vero e proprio. L'attrice influenzò la drammaturgia del commediografo veneziano nella maniera più incisiva e moderna e alla sua personalità interpretativa va ascritta la cosiddetta svolta femminista goldoniana degli anni '60 del Settecento.
Per il personaggio della protagonista de La donna sola (1757), Goldoni si ispirò al vero carattere dell'attrice, come raccontato nei suoi Mémoires: La signora Bresciani, che recitava sempre le prime parti e godeva una stima ben meritata, non tralasciava d'avere anche lei i suoi difetti. Aveva fra l'altre cose un'estrema gelosia delle sue compagne, né poteva soffrire che verun'altra attrice riportasse applausi. Mi dispiaceva una ridicolezza di tal sorte nella signora Bresciani; onde ricorsi al mio costume di punire con dolcezza i miei attori, quando mi recavano dispiacere. Composi perciò una commedia nella quale non c'era che una sola donna, poiché tanto nel titolo come nel soggetto volevo dire alla signora Bresciani: - Volevi esser sola; eccoti contenta. - A dir vero ella aveva molto ingegno, onde non si sentì burlata; anzi trovò la commedia di suo gusto e vi si prestò con buona grazia e con affetto.